# Nell Carter
Nell Carter als Nell Ruth Hardy geboren (Birmingham, 13 september 1948 – Beverly Hills, 23 januari 2003) was een Amerikaans actrice en zangeres.

## Biografie
Carter werd geboren als dochter van Horace en Edna May Hardy. Als Afro-Amerikaanse en joodse had ze het niet altijd even gemakkelijk. Op 16-jarige leeftijd werd ze verkracht en ze zou in haar latere leven nog drie miskramen krijgen.
Haar acteercarrière begon in 1974 samen met Bette Davis in de musical Miss Moffat, dit werd echter geen succes. Haar succes kwam er in 1978 met de musical Ain't misbehavin' waarvoor ze een Tony Award won, vier jaar later won ze ook nog eens een Emmy Award voor diezelfde rol in de televisieproductie.
In 1981 werd ze de grote ster in de populaire serie Gimme a Break! waarvoor ze werd genomineerd bij de Emmy's en de Golden Globes. De serie liep tot 1987.
Tijdens deze periode werd haar leven vrij turbulent. In 1982 trouwde ze met George Krynicki en bekeerde zich tot het jodendom. Ze ondernam begin jaren tachtig ook een zelfmoordpoging en belandde in een ontwenningskliniek voor drugsverslaving. Haar broer Bernard overleed aan aids in 1989.
Daarna verscheen ze nog in enkele low-budget films, tv-specials en tv-spellen. Van 1993 tot 1995 speelde ze ook een rol in de sitcom Hangin' with Mr. Cooper.
Ze onderging een operatie voor een aneurysma in 1992. Datzelfde jaar scheidde ze en hertrouwde met Roger Larocque. Eén jaar later scheidde ze ook van hem. In 1995 werd ze bankroet verklaard, en nog eens in 2002.
Op 23 januari 2003 overleed ze aan een hartziekte die ze kreeg door diabetes en obesitas. Toen ze stierf was ze zich aan het voorbereiden op de musical Raisin.
Hoewel Carter al bankroet verklaard was en nog 1,1 miljoen dollar aan de fiscus moest betalen waren haar vrienden en familieleden toch verwonderd dat er maar 200 dollar op haar bankrekening stond. Carter had twee geadopteerde zonen (Joshua & Daniel) en een dochter Tracy, die verwekt werd tijdens haar verkrachting. Ze had ook een levenspartner, Ann Kaser, maar het feit dat ze biseksueel was werd pas na haar dood bekend.